# Мечеть Байракли (Белград)
Мечеть Байракли (серб. Bajrakli džamija, тур. Bayraklı Camii) — мечеть у Белграді. Єдина мечеть, що збереглася в столиці Сербії.

## Історія

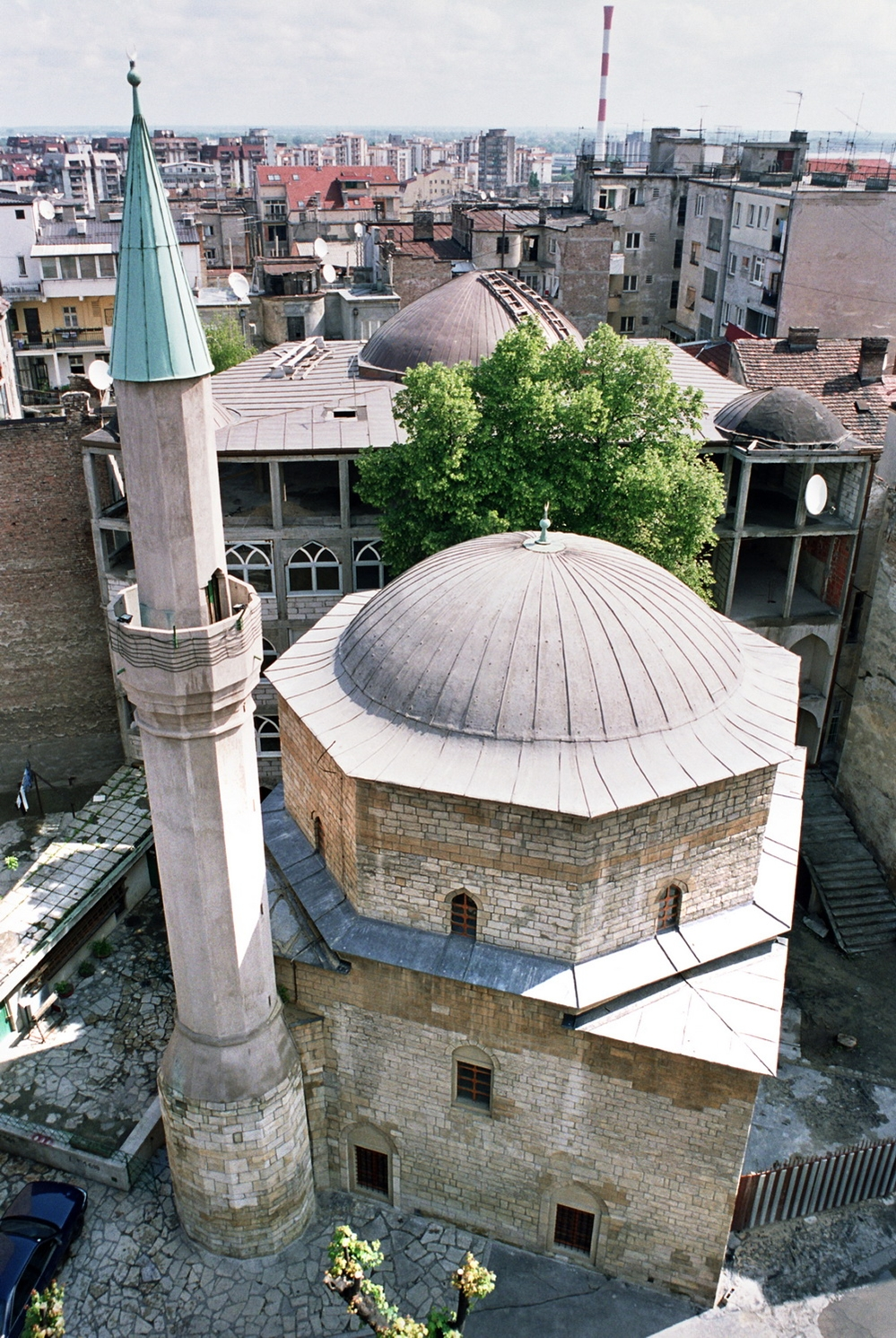

Точна дата її побудови невідома. За одними даними фортеця була зведена в період З 1660 по 1688 роки, при султані Сулеймані II, а в інших джерелах говориться, що вона була побудована 1523 року Алібегов Улук Газі Хаджіевроносом.
Байракли перекладається з турецької мови, як «з прапором», так як на мечеті вивішували прапор, щоб віруючі знали час молитви. У період з 1717 по 1739 року Сербія була окупована австрійцями, які переробили мечеть під католицьку церкву, проте з приходом турків вона знову повернула своє звання.
Під час війни мечеть двічі була пошкоджена, але практично відразу відновлювалася. Через рік після війни, в 1946 році мечеть була взята під охорону держави і оголошена пам'ятником культури.
У 2004 році унікальна пам'ятка Сербії була підпалена мародерами під час заворушень в Косово. Про цю мечеті, єдину, яка залишилася в Белграді, збереглося багато старих рукописів і документів.